# Ned Beatty
Ned Beatty (Louisville, Kentucky, 1937. július 6. – Los Angeles, Kalifornia, 2021. június 13.) amerikai színész. Élete során több mint 100 filmben szerepelt. A Hálózat című filmben nyújtott alakításáért 1977-ben Oscar-díjra jelölték. 2004-ben főszerepet játszott a londoni West Enden Tennessee Williams Macska a forró bádogtetőn című darabjában.

## Válogatott filmográfia
- Az elektromos ködben (2009)
- A kísérő (2007)
- Orvlövész (2007)
- Egy önéletrajz vázlata (2002, tv-film)
- Cuki hagyatéka (1999)
- Életfogytig (1999)
- Magánháború (1999, tv-film)
- Pancserek a pácban (1997)
- Gulliver utazásai (1996, tv-film)
- Egy igaz ügy (1995)
- Texasi krónikák – Laredo utcái (1995, tv-film)
- Gyilkosság egyenes adásban (1994)
- Anya csak egy van (1993, tv-film)
- Mindent a győzelemért! (1993)
- Előjáték egy csókhoz (1992)
- Az én dalom (1991)
- A téboly börtöne (1990)
- Bújj, bújj, ördög! (1990)
- Tengeralattjáró akadémia (1990)
- Az igazság törvénye (1989)
- Tennesse-i éjszakák (1989)
- A szeretet hatalma (1988)
- Az átkozott (1988)
- Éjféli átkelés (1988)
- Szemenszedett szenzáció (1988)
- A nagy móka (1987)
- A negyedik záradék (1987)
- Könnyed élet (1987)
- Tollas futam (1983)
- A kis terrorista és a játékszer (1982)
- Csökke-nő (1981)
- Ipi-apacs (1980)
- Superman 2. (1980)
- Meztelenek és bolondok (1979)
- Mélytengeri vészjelzés (1978)
- Superman (1978)
- Ördögűző 2. (1977)
- A nagy busz (1976)
- Az elnök emberei (1976)
- Hálózat (1976)
- Mikey és Nicky (1976)
- Száguldás gyilkosságokkal (1976)
- Nashville (1975)
- A sakkozó tolvaj (1973)
- Kojak és a Marcus – Nelson gyilkosságok (1973)
- Olcsó Whiskey (1973)
- Gyilkos túra (1972)
- Roy Bean bíró élete és kora (1972)